# 大道寺友山
大道寺 友山（だいどうじ ゆうざん、寛永16年（1639年） - 享保15年11月2日（1730年12月11日））は、江戸時代の武士、兵法家。山城国伏見の人で、諱を重祐、通称を孫九郎(大道寺氏嫡男代々の通称)と称した。晩年に『武道初心集』『岩淵夜話』『落穂集』などを著す。後北条氏の重臣大道寺政繁の曾孫にあたる。系図上、政繁長男の直繁-繁久-重祐(友山)となる。

## 略歴
寛永16年（1639年）、大道寺繁久の子として生まれる。繁久は松平忠輝に仕えた元越後高田藩士であったが、高田松平家が元和2年（1616年）に改易されて以来浪人となっていた。友山は長ずるに及んで江戸に出て、小幡景憲、北条氏長、山鹿素行らに師事して甲州流軍学を学び、軍学者として身を立てる。その博識を買われ安芸広島藩浅野氏、会津藩松平氏の客分を経て、越前松平氏の福井藩に迎えられ、主に軍学を講じた。
徳川幕府は、明暦の大火で焼失した江戸の復興のため、北条流軍学者を積極的に採用し、北条氏長へ江戸の地図の測量・制作を命じた。氏長は、養子で門弟の大道寺友山（孫九郎重祐）を筆頭に数人を集め、神田に測量作業所を構えた。消滅した大名屋敷や町並みなどを詳細に測量し、作図作業を成し遂げ各方面から公開の要望があった。戦国の世であれば地図の公開はあり得ず、隠密の作業であった。しかし幕府は地図の完成後、火災からの避難の為に、すべての江戸庶民に地図を公開した。江戸地図は、友山が遠近道印（おちこどういん）の名で改訂版も出版し、寛文図5版が完成したのは寛文13年（1673年）である。 
享保15年（1730年）11月2日、江戸において92歳で没した。東京都渋谷区の東北寺に墓所がある。「武江年表」によると、享保11年（1726年）11月18日、「大道寺友山翁尚歯会、志賀随翁、其余六人の翁会すると云、姓名未詳」とあり、知己の老人を集めて尚歯会を開いたことがあるらしい。

## 著作
中下級武士子弟のための武士道入門書ともいえる『武道初心集』は、常に死を心掛けよと説き、同時代に佐賀藩の山本常朝によって著された『葉隠』とも共通するところが多い。享保12年（1727年）には「落穂集」を出している。愛知県西尾市図書館には「落募集」を64話に最終的に編集完成された「霊巌夜話」の古文書が現存する。更に、友山の末裔たちが、現代訳した「霊巌夜話」のホームページを2005年に許可を受けて制作されている。徳川家康の一代記のような軍記物であり、友山存命当時の風俗が多数収録された随筆をも含む。この他にも、関が原の合戦から死亡までの家康の治世を綴った「駿河土産」などの著作がある。
- 『武道初心集』（岩波文庫）岩波書店、1943年。
- 『岩淵夜話』大日本思想全集刊行会〈大日本思想全集 第3巻 大道寺友山集〉、1932年。
- 『落穂集』（萩原竜夫、水江漣子 校注）人物往来社〈江戸史料叢書〉、1967年。
- 『霊巌夜話 10巻（1）巻1-巻4』（大道寺重祐、写）。
- 『霊巌夜話 10巻（2）巻5-巻10』（大道寺重祐、写）。
- 『駿河土産』（近藤瓶城 編）近藤出版部〈続史籍集覧 第8冊〉、1930年。
- 『駿河土産』（駿河古文書会有志 編）駿河古文書会、1977年。

## 子孫
子・大道寺重高は3百石で福井藩に仕え、江戸留守居役を勤めた。その後の子孫は代々孫九郎の名で福井藩士（寄合席）となった。友山は学問によって、大道寺嫡流の家名を復興させた、と言っていいだろう。
友山の娘・衛子（もりこ。玉江・玉線院とも。のち水戸徳川家老女。）は、師である山鹿素行の娘・鶴と陸奥国弘前藩重臣の津軽政広の子であった弘前藩家老津軽政方（喜多村政方、喜多村校尉・津軽校尉）に嫁いだ。友山の娘と山鹿素行の孫・政方の次男が俳人、国学者または画家で知られる建部綾足（喜多村久域（ひさむら））である。弘前藩では大道寺直英の系統である大道寺隼人家が代々家老を勤めており、この縁組には師と同族という二重の縁があった。また、弘前藩が天和2年（1682年）に越後国魚沼四郡と越前の検地を命じられており、大道寺隼人家の大道寺繁清がその任に当たったため、大道寺両家が再び面識を持つ機会ができた、という縁もあった。